# São Miguel
São Miguel er den største ø i den portugisiske øgruppe Azorerne. Den har ca. 140.000 indbyggere. Øen kaldes også Ilha Verde (dansk: Den Grønne Ø) pga. sin rige flora og fauna.
Øen måler 65 km fra vest til øst og 12 km fra nord til syd.

## Historie
De første immigranter gik i land i Povoacao i 1439. Den første hovedstad var Vila Franca do Campo men blev siden flyttet til Ponta Delgada.

## Geografi
São Miguel hører sammen med Santa Maria til den østlige øgruppe af de Azoriske øer.

## Byer på São Miguel
- Ponta Delgada på den sydvestlige del af øen. Den største by på Azorerne.
- Ribeira Grande på den nordlige del af øen.
- Øvrige nævneværdige landbyer: Lagoa, Furnas, Nordeste, Maia, Povoacão, Vila Franca Do Campo, Capelas, Mosteiros.

## Vulkankratere
Der er fire vulkankratere på øen:
- Sete Cidadeskrateret i Vest
- Fogokrateret på midten
- Furnaskrateret og Povoacaokrateret på den sydøstlige del.

Sete Cidades, Fogo og Furnas har alle kratersøer. Povoacao-krateret ligger halvt skjult i havet, men har ingen decideret kratersø.
Oppe på Sete Cidades kraterets sydlige kant finder man udsigtspunktet Vista do Rei.

## Erhverv
Kvægdrift, turisme, fiskeri, landbrug.
Ved Maia på nordkysten findes to te-plantager, hvor der produceres flere typer te.
Desuden produktion af ananas, likører og keramik.

## Lufthavn
Der findes en lufthavn få kilometer vest for Ponta Delgada (PDL). Herfra er der forbindelser til Københavns Lufthavn, Billund Lufthavn, Lissabon, samt flere af de øvrige Azoriske øer samt enkelte lufthavne i Nordamerika.

## Havn
Den mest betydelige kommercielle havn ligger i Ponta Delgada. Her anløber også adskillige krydstogtskibe. I flere landsbyer findes små fiskerihavne.

## Ekstern henvisning
- Wikimedia Commons har flere filer relateret til São Miguel
- São Miguel's flora og fauna samt seværdigheder

37°48′N 25°30′V / 37.8°N 25.5°V